# 丽格制鞋
丽格制鞋  ，旧称：日本制靴株式会社。通常被称作Regal，是一家以贩卖皮鞋为主的日本制鞋公司。

## 历史
公司于1870年（明治3年）创立。。后以日本企业家西村胜三为核心在日本东京成立日本製靴株式会社。初期以生产军靴为主。二战日本战败后转向民用鞋靴。1961年启用丽格（Regal）品牌。1990年改为现社名。2004年在JASDAQ上市。2005年在中国上海开设分公司。